# 카페 직계
카페 직계(Capétiens directs)는 로베르가에서 갈라져나온 유럽의 귀족 가문 중 하나로, 987년부터 1328년까지 중세 프랑스를 다스렸다.
19세기 들어 역사학자들이 "카페"라는 이름을 위그 카페의 부계 후손들에 의한 프랑스 왕조 전체를 가리키는 말로 의미를 확장시켰으며, 정작 카페 가가 프랑스 국왕위를 차지하고 있을 때는 이런 표현이 사용되지 않았다. 메로빙거가, 카롤링거가에 이은 "제3의 왕가"라는 별명이 있다. 필리프 4세의 세 아들이 남자 후손을 남기지 못하면서 카페 본가는 1328년 단절된다. 이후 샤를 4세가 죽은 뒤 프랑스 국왕위는 발루아 가, 부르봉가, 오를레앙가 차례로 넘어가지만 이들 모두 카페 직계의 방계 가문으로서 모든 프랑스 국왕은 후고 카페의 후손이다.

## 프랑스의 군주
- 위그 카페 (987년~996년)
- 로베르 2세 (996년~1031년)
- 앙리 1세 (1031년~1060년)
- 필리프 1세 (1060년~1108년)
- 루이 6세 (1108년~1137년)
- 루이 7세 (1137년~1180년)
- 필리프 2세 (1180년~1223년)
- 루이 8세 (1223년~1226년)
- 루이 9세 (1226년~1270년)
- 필리프 3세 (1270년~1285년)
- 필리프 4세 (1285년~1314년)
- 루이 10세 (1314년~1316년)
- 장 1세 (1316년)
- 필리프 5세 (1316년~1322년)
- 샤를 4세 (1322년~1328년)

## 나바라의 군주
- 필리페 1세 미남왕 (1285년~1314년)
- 루이스 1세 완고왕 (1314년~1316년)
- 호아네스 1세 유복자왕 (1316년)
- 필리페 2세 장신왕 (1316년~1322년)
- 카를로스 1세 미남왕 (1322년~1328년)
- 호아나 1세 (1328년~1349년)

## 같이 보기
- 중세 프랑스
- 프랑스의 군주
- 나바라 국왕
- 망토